# Последниот Фалцер
Последниот Фалцер је македонски филм из 2003 године, који је режирао Младен Крстевски.

## Улоге
| Глумац                    | Улоге         |
| ------------------------- | ------------- |
| Јорданчо Чевревски        | Дамјан        |
| Весна Димитровска         | Дили          |
| Младен Крстевски          | Панцир        |
| Гјоргји Колозов           | Грбавиот      |
| Маја Вељковић             | Венда         |
| Кица Ивковска-Вељановска  | Цона          |
| Дарко Кирик               | Коле          |
| Благоја Спиркоски Џумерко | полицајац     |
| Јордан Витанов            | Абдула        |
| Марјан Чакмакоски         | Аљуш          |
| Андон Јованоски           | цртач графита |
| Ђорђи Тодоровски          | циган         |
| Васил Зафирчев            | љубитељ лифта |
| Зоран Љутков              | Џони          |
| Цветанка Чавлеска         | циганка       |

## Спољашне везе
- Последниот Фалцер на веб-сајту  (језик: енглески)